# Medikamentenfälschung
Eine Medikamentenfälschung oder Arzneimittelfälschung ist ein Produkt, das vorsätzlich und in betrügerischer Absicht falsch gekennzeichnet wurde – hinsichtlich seiner Identität, seiner Inhaltsstoffe und/oder seiner Herkunft. Sowohl Markenprodukte als auch Generika können betroffen sein. Zudem versteht man unter „Arzneimittelfälschung“ auch das Fälschen eines Arzneimittels, d. h. die betrügerische Vertauschung eines teuren Arzneimittels mit einem billigen (im Mittelalter lateinisch als sophisticatio,  seltener mit adulterare bezeichnet).
Zu Arzneimittelfälschungen zählen Produkte
- ohne Wirkstoff,
- mit falschem Wirkstoff,
- bzw. Verfälschungen mit zu wenig Wirkstoff („verdünnt“, „gestreckt“, nur Teilmengen enthalten),
- mit gefälschter Verpackung und/oder gefälschter Packungsbeilage.

Falsche Inhalts- oder Wirkstoffe können harmlose oder gefährliche Substanzen sein. Beispiele für erstere sind unter anderem Backpulver, Sägemehl, Kreide und (bei flüssigen Arzneimitteln) gefärbtes Wasser. Gefährliche Stoffe können etwa Lösungsmittel wie Diethylenglykol sein.

## Verbreitung und Ausmaß
Seit der Antike sind Fälle von Arzneidrogenfälschungen belegt. Die US-amerikanische Food and Drug Administration (FDA) schätzt, dass weltweit über zehn Prozent aller Medikamente gefälscht sind. Arzneimittel werden häufiger in Ländern gefälscht, in welchen es nur dürftige oder gar keine Medikamentenkontrollen gibt und die Gesundheitsversorgung generell knapp ist. In den meisten hoch entwickelten Ländern mit effektiven Zulassungsregelungen wie den USA, Japan, Australien und der EU liegt nach Angaben der Weltgesundheitsorganisation (WHO) der Anteil der Fälschungen am Arzneimittelumsatz unter 1 Prozent. In Entwicklungsländern in Afrika, Asien und Lateinamerika betrage er hingegen 10 bis 30 Prozent. Dies gelte auch für die Länder der ehemaligen Sowjetunion.
Besonders fälschungsgefährdet sind Medikamente mit hohem Umsatz oder Preis. Die meistgefälschten Arzneimittel in den Entwicklungsländern sind lebensrettende Präparate: etwa Antibiotika, Chemotherapeutika, Medikamente gegen Malaria, Tuberkulose und HIV/AIDS. Nach den Ergebnissen mehrerer Studien zwischen 2000 und 2005 enthielten in Südostasien zwischen 38 und 52 Prozent aller Artesunatprodukte gegen Malaria keinen aktiven Wirkstoff und waren daher wirkungslos. Im Zeitraum von 1999 bis 2002 betrafen nach WHO-Angaben 28 Prozent der Fälschungen Antibiotika, 18 Prozent Hormone, 8 Prozent Asthmamittel und 7 Prozent Malariamittel.
In reichen Ländern sind Fälschungen von neuen teuren so genannten Lifestyle-Pharmaka am häufigsten, beispielsweise von Hormonen, Steroiden und Antihistaminen. Nach Angaben der WHO ist weltweit Viagra das am häufigsten gefälschte Medikament. Wachstumshormone zum Muskelaufbau, Schlankheits- und Schlafmittel sowie Blutdruck- und Cholesterinsenker spielen ebenfalls eine große Rolle. Die überwiegende Anzahl der Fälschungen (nahezu 90 Prozent) in der Europäischen Union stammt nach Angaben des österreichischen Bundesministeriums für Finanzen aus Indien.
Nach einer Studie des deutschen Bundeskriminalamts ist die Anzahl der gefälschten Arzneimittel in Deutschland nicht bekannt, wird aber – wie in anderen EU-Staaten – niedrig eingeschätzt. 2006 hat der deutsche Zoll Medikamente im Wert von etwa 2,5 Millionen Euro beschlagnahmt, 2007 im Wert von 8,3 Millionen Euro. 2007 wurden in Deutschland 2400 Fälle von Arzneimittelfälschungen vom Bundeskriminalamt erfasst, die meisten davon wurden im Internet gehandelt. Aus Untersuchungen der österreichischen Arzneimittelbehörde geht man von einer Fälschungsquote von bis zu 95 % bei Internetbestellungen aus.
Im Herbst 2008 fand erstmals eine EU-weit koordinierte Zollaktion statt. Im Rahmen der Operation „Medifake“ wurden auf der Grundlage eines EU-einheitlichen Risikoprofils zwei Monate lang gezielte Zollkontrollen durchgeführt, um die Einfuhr illegaler Medikamente zu verhindern. Bei dieser Aktion haben die Zollbehörden der 27 Mitgliedstaaten mehr als 34 Millionen Tabletten sichergestellt. Gefunden wurden unter anderem gefälschte Antibiotika, Krebs- und Malariamedikamente, cholesterinsenkende Medikamente sowie Schmerzmittel.

## Herstellung
Armut ist eine der Hauptursachen für das vermehrte Auftreten von Arzneimittelkopien. Unkenntnis, hohe Preise für Medikamente und eine fehlende Krankenversicherung veranlassen den Konsumenten als Selbstzahler, häufig auch in Entwicklungs- und Schwellenländern, sich die Produkte außerhalb des gängigen Versorgungssystems zu organisieren. Das Fälschen von Arzneimitteln ist ein lukratives Geschäft, da der Bedarf hoch und die Produktionskosten gering sind. Das Herstellen von Fälschungen erfordert eine nur spärliche Infrastruktur und kann somit beispielsweise in gewöhnlichen Haushalten oder in Hinterhöfen und Garagen stattfinden.
In vielen Ländern gehen die Hersteller von Fälschungen kaum Risiken ein, da die dortigen Strafen laut Gesetzgebung – wenn überhaupt vorhanden – nur gering sind. Vorschriften zur Medikamentenkontrolle sind selten. In solchen Ländern werden daher besonders häufig Fälschungen verkauft oder ins Ausland exportiert.
„Das Fälschen von Arzneimitteln ist wesentlich gewinnträchtiger, technisch problemloser, viel schwerer zu entdecken und vor allem mit wesentlich geringeren Strafen sanktioniert, als die Herstellung und der Handel illegaler Suchtstoffe“, erklärte Ulrike Holzgrabe, Professorin für Pharmazeutische Chemie und ehemals Präsidentin der Deutschen Pharmazeutischen Gesellschaft (DPhG).

## Rolle des Internets
In den Industrieländern werden gefälschte Medikamente vor allem über das Internet angeboten und verkauft. Seit Januar 2004 ist der Versandhandel mit Arzneimitteln in Deutschland erlaubt: Mit einem vom Arzt ausgestellten Rezept können seitdem auch verschreibungspflichtige Medikamente im Internet bestellt werden. Betrüger sind dabei jedoch schwer von seriösen Anbietern zu unterscheiden. Nach Untersuchungen der University of London ist etwa die Hälfte aller im Internet angebotenen Viagratabletten gefälscht.

## Gefahren für den Konsumenten
Im günstigsten Fall führt die regelmäßige Einnahme von gefälschten Medikamenten zu einem Ausbleiben des therapeutischen Nutzens. Es können aber auch unerwartete Nebenwirkungen, allergische Reaktionen oder eine Verschlechterung des Gesundheitszustandes auftreten. Im schlimmsten Fall können Medikamentenfälschungen zum Tode führen. 1996 starben 89 Kinder in Haiti an einem Hustensaft, der mit dem giftigen Lösungsmittel Diethylenglykol gestreckt war. Während einer Meningitis-Epidemie erhielten in Niger im Jahre 1995 über 50.000 Menschen einen gefälschten Impfstoff, der keinerlei aktiven Wirkstoff enthielt. 2500 Menschen starben dadurch.
Die WHO schätzt, dass ein Fünftel aller Todesfälle durch Malaria vermeidbar wären, wenn die erhältlichen Antimalaria-Medikamente alle effektiv wären und korrekt benutzt würden. In Zahlen bedeutete dies jährlich 200.000 weniger Tote.

## Wirtschaftliche Auswirkungen
2003 gab die Weltgesundheitsorganisation an, dass die Hersteller von Medikamentenfälschungen weltweit jährlich über 32 Milliarden US-Dollar erwirtschafteten. Nach einem Bericht des Center for Medicines in the Public Interest in den USA ist die Tendenz stark steigend. Die Experten prognostizieren, dass sich der Umsatz mit Arzneimittelfälschungen bis 2010 weltweit auf 75 Milliarden US-Dollar belaufen wird, ein Anstieg von mehr als 90 Prozent im Vergleich zu 2005.
Der deutschen Wirtschaft entsteht durch Medikamentenfälschungen laut Bundesministerium für Bildung und Forschung (BMBF) jährlich ein geschätzter Schaden in Höhe von rund fünf Milliarden Euro.
Die Fälschungen bedrohen nicht nur die Gesundheit, die Sicherheit und Arbeitsplätze, sondern gefährden auch die Wettbewerbsfähigkeit, den Handel sowie Investitionen in Forschung und Innovation.

## Bekämpfung gefälschter Arzneimittel
Die WHO fordert ein gezieltes Eingreifen der politischen Entscheidungsträger: Diese sollen Strategien entwickeln, um Korruption zu verringern und strengere Vorschriften durchzusetzen. Die WHO hält Polizei, Zoll und Gerichte dazu an, stärker zu kooperieren, um den Handel mit gefälschten Medikamenten einzudämmen. Auch sei ein stärkeres Zusammenarbeiten auf internationaler Ebene erforderlich.

### Rechtlicher Rahmen

#### USA
Seit 2004 fordert die FDA in den USA, dass jede einzelne Pharmaverpackung gekennzeichnet werden soll, um Medikamentenfälschungen einfacher zu erkennen (E-Pedigree). Der Staat Kalifornien plante ein entsprechendes Gesetz für das Jahr 2009, verschob den Starttermin zunächst auf Januar 2011, inzwischen auf 2015: Alle Einzelprodukte müssen laut Gesetz dann mit einer eindeutigen Nummer versehen werden. Auch andere US-amerikanische Bundesstaaten sind dabei, entsprechende Gesetze auszuarbeiten.

#### Europäische Union
In der Europäischen Union (EU) erfolgen Maßnahmen als Konsequenz aus dem Pharmapaket, die das Inverkehrbringen von Arzmeimittelfälschunge weiter erschweren sollen. Mit der Umsetzung von Einzelverpackungskennzeichnung und den Auswirkungen auf die Lieferkette setzt sich auf europäischer Ebene unter anderem die EFPIA, der Europäische Verband der forschenden Pharmazeutischen Industrie, auseinander.

### Praktische Umsetzung mit E-Pedigree
Mit E-Pedigree, einem „elektronischer Medikamentenstammbaum“, sollen sich Arzneimittel über ihren gesamten Lebenszyklus eindeutig identifizieren und rückverfolgen lassen. Gefälschte Medikamente werden dadurch schnell erkannt. Dafür wird jede einzelne Arzneimittelpackung elektronisch mit einer eindeutigen Seriennummer gekennzeichnet. Die Seriennummern werden in codierter Form auf den Medikamenten angebracht, bei Bedarf ausgelesen und in unternehmenseigenen Datenbanken gespeichert.

### Verifizierungsprozess
In Deutschland entwickelt eine aus Vertretern der Apothekerschaft, der pharmazeutischen Großhändler und der pharmazeutischen Industrie bestehende Initiative das System securPharm zum Schutz gegen das Inverkehrbringen gefälschter Medikamente. Hierzu wurde ein fiktives Arzneimittel Tripapolon geschaffen. Beim Verifizierungsprozess werden die Verpackungen zum Testen und Vorführen der nach der Fälschungsschutzrichtlinie 2011/62/EU der Europäischen Union vorgeschriebenen Prüfsysteme verwendet. Wenn in der Apotheke der Data-Matrix-Code der Arzneimittelpackung gescannt wird, werden die darin enthaltenen Daten erfasst: Charge, Verfalldatum, Pharmazentral- und Seriennummer. Beim Anfragevorgang, der an den Apothekenserver geleitet wird, werden diese Daten ergänzt um die Daten der Apotheke, damit sichergestellt ist, dass nur echte Apotheken das System nutzen. Der in der Hersteller-Datenbank hinterlegte Status der Packung wird überprüft und an die Apotheke zurückgemeldet. Ist die Packung nicht verifiziert, muss sie als potenziell gefälscht eingestuft werden.

### IT'S TRUE
Ein datenbankgestütztes Sicherungssystem, das sich seit 2009 in Deutschland im Einsatz befindet und auch für Medikamente eignet, ist das System IT'S TRUE. Es bietet neben der Sicherung der Lieferkette über eine end-to-end Kontrolle dem Endverbraucher die Möglichkeit, über eine Smartphone-App oder eine Internet- oder SMS-Abfrage zu prüfen, ob ein Produkt echt ist. Zusätzlich wird über das IT'S TRUE-Siegel auch der von der EU geforderte Manipulationsschutz der Verpackung (tamper-evident) abgedeckt. Ein ähnliches System wurde 2007 in Ghana im Rahmen des mPedigree-Projekts erprobt, um gefälschte Arzneimittel zu identifizieren: Der Kunde sendet dafür eine kostenlose SMS mit der Seriennummer des gekauften Medikaments an die Plattform. Er erhält eine SMS zurück, die ihm die Authentizität des Präparats bestätigt. Ein erster zweimonatiger Test in den Städten Kumasi und Accra fand im Anfang 2008 statt. In Zusammenarbeit mit Ghanas Gesundheitsministerium, Ghanas Food and Drugs Board, Mobilfunkanbietern in Afrika und den führenden Verbänden der Pharmaindustrie soll das SMS-System schrittweise ausgedehnt werden.

## Methoden zur Identifizierung gefälschter Arzneimittel

### Chromatographie
Mit der Dünnschichtchromatographie (DC) kann einfach, schnell und preiswert der Nachweis erbracht werden, ob gefälschte Arzneimittel den falschen, keinen oder zu wenig Wirkstoff enthalten. Hierzu werden die Ergebnisse der DC im Hinblick auf Identität und Gehalt mit den Angaben auf der Arzneimittelpackung verglichen. Liegt keine Übereinstimmung vor oder ist sie unschlüssig, wird das betroffene Arzneimittel aussortiert und weiteren forensischen Untersuchungen z. B. der Hochdruckflüssigkeitschromatographie (HPLC) zugeführt. Der Bedarf für den Einsatz der Dünnschichtchromatographie als schnelle Screening-Methode zum Schutz der Patienten vor Arzneimittelfälschungen wird gerade in den Entwicklungsländern immer größer. Für die internationale Gesundheitshilfe existieren bereits entsprechend vorgefertigte und flugversandfertige Kits.

### Raman-Spektroskopie
Mit Hilfe der Raman-Spektroskopie kann die chemische Zusammensetzung eines Medikaments überprüft werden. Die Technik identifiziert mit geringer Empfindlichkeit auch Tabletten innerhalb eines Blisters, bei nicht durchsichtigen Plastikflaschen ist sie unbrauchbar. Zudem erfasst diese Methode lediglich die Oberfläche einer Tablette. Um das Innere zu erfassen, muss die Tablette in zwei Teile gebrochen werden.
Eine moderne Variante der Raman-Spektroskopie, die Spatially Offset Raman Spectroscopy (SORS), ermöglicht es, den Inhalt von Blistern und Plastikflaschen mit hoher Empfindlichkeit zu identifizieren, ohne sie zu öffnen.

### NIR-Mikroskopie (Near infrared microscopy)
Mit der NIR-Mikroskopie konnten Wissenschaftler an der University of London gefälschte von echten Viagratabletten unterscheiden.

### EDXRD
Das Unternehmen X Streams Systems brachte 2007 erstmals ein EDXRD-System (Energy Dispersive X-Ray Diffraction) auf den Markt, das die chemische Zusammensetzung von Medikamenten in ihrer Verpackung mit Hilfe von Röntgenstrahlen identifiziert.